# Matahuasi (Metro de Huancayo)
Matahuasi es el nombre asignado a la quinta futura estación del tramo suburbano del Metro de Huancayo en Perú. La estación será construida en la provincia de Concepción.
La estación es la quinta a nivel del tramo suburbano, que se desarrolla en los exteriores de la ciudad de Huancayo.